# Carme Aymerich i Barbany
Carme Aymerich i Barbany (Barcelona, 1915 - 5 de febrer de 2001) fou una mestra i pedagoga catalana.

## Biografia
Filla de Josep Aymerich i Baró metge de professió (Caldes d'Estrac 1874-Barcelona 1952) i de Francesca de P. Barbany i Sendra morta l'any 1925. Va formar part, de ben jove, d'algunes de les institucions més significatives de la renovació pedagògica catalana. Assisteix a l'escola Mútua Escolar Blanquerna que dirigia Alexandre Galí i Coll, a la dècada dels anys vint. Així mateix, Carme Aymerich va cursar estudis a l'Escola Normal de la Generalitat de Catalunya. De la plèiade d'excel·lents professors que hi havia en aquell centre, Aymerich destacava Artur Martorell i la seva sensibilitat per aprofundir en el conreu de la literatura. Aquell centre va influir poderosíssimament en la trajectòria d'Aymerich i en els darrers anys de la seva vida i fins a la seva mort, va participar activament en l'Associació d'Antics Alumnes de la Normal de la Generalitat. Carme Aymerich ben aviat s'interessà per l'educació de l'alumnat amb necessitats educatives especials. Entrà en contacte amb una altra figura important de l'educació i la psicologia catalanes, el Dr. Jeroni de Moragas, que dirigia un centre propi en els anys de la postguerra, on es continuava treballant amb els mètodes que en l'etapa republicana s'havien anat estenent a les escoles de Catalunya, com els mètodes Decroly i Montessori.
A la dècada dels cinquanta, Carme Aymerich s'introdueix en els cercles de l'escoltisme, la Germanor de Noies Guies. Amb altres companyes viatgen a París on coneix membres de Guides de France i la seva publicació “Jours de Vie, Jours de Fête”, que li serà una gran font d'influència pedagògica. Un any més tard, l'any 1959 guanya les oposicions de l'Ajuntament de Barcelona per a exercir a l'Escola de “Vil·la Joana” de Vallvidrera, una escola d'educació especial. Paral·lelament, cursa estudis d'expressió en diferents països europeus (Àustria, Anglaterra, França...).
Tant l'escoltisme com la seva experiència prèvia amb nens i nenes amb necessitats educatives especials fan créixer en Carme Aymerich la convicció de la importància de l'expressió en l'educació de les persones. Aquesta convicció, juntament amb una gran capacitat per a mobilitzar persones i grups fan de Carme Aymerich una gran formadora en aquest camp, tradicionalment menystingut en l'educació escolar. Imparteix cursos de tota classe per a mestres, al moviment escolta i col·labora en la represa de l'Escola d'Estiu que l'Associació “Rosa Sensat” torna a instaurar tot i les dificultats.
L'any 1969 obté el Premi “Antoni Balmanya” amb l'obra “L'expressió, mitjà de desenvolupament” que esdevindrà una obra de referència durant molts anys, en el migrat panorama de la pedagogia de l'expressió a l'escola. L'escriu amb la seva germana Maria, amb qui comparteixen, escrits, inquietuds i mestratges. Un any més tard, funda el centre d'expressió, de caràcter privat, “Cedre” que conduirà fins a la seva jubilació.
El prestigi d'Aymerich com a pedagoga terapèutica al centre Vil·la Joana i com a formadora, fan que l'Ajuntament li demani de liderar un nou centre a partir de les perspectives que Aymerich ha anat introduint. Es crea l'any 1974, l'Escola d'Expressió i Psicomotricitat. Un centre pioner com ho va ser també, el fet que l'escola fos autoritzada pel Ministeri d'Educación i Ciència del moment, per a impartir educació a distància. Maria Aymerich i Mireia Bassols s'incorporen al projecte. Carme Aymerich el dirigí fins a la seva jubilació, el 1985.
Carme Aymerich també va destacar en els treballs d'expressió en el camp de la psiquiatria i va tenir una enorme capacitat per a establir col·laboracions amb tota mena d'entitats i institucions. L'any 1991, la Generalitat de Catalunya li atorgà la Creu de Sant Jordi i l'any següent, fou homenatjada al Saló de Cent de l'Ajuntament de Barcelona.

## Obres
- L'expressió, mitjà de desenvolupament (1967) amb la seva germana Maria Aymerich i Barbany
- Per un llenguatge expressiu del nen (1983)
- Signes de la comunicació: gest, verb i grafia (1985)
- L'expressió de la informació: oral, escrita i no verbal (1996)